# Mannophryne larandina
Mannophryne larandina (Yústiz, 1991) è un anfibio anuro, appartenente alla famiglia degli Aromobatidi.

## Etimologia
L'epiteto specifico si riferisce alla montagna dove si trova la specie.

## Distribuzione e habitat
È endemica della Sierra de Barbacoas in Venezuela. Si trova a 1800 metri di altitudine nello stato di Lara.